# 杉田協士
杉田 協士（すぎた きょうし、1977年 - ）は日本の映画監督・小説家。『春原さんの歌』(2021) などの作品で知られる。

## 経歴
1977年、東京都生まれ。立教大学在籍中から映像製作を手がけ、振付家の伊藤都女らとダンスグループを結成、製作・撮影をおこなっていた。大学卒業後に映画美学校初等科に入学、卒業制作として『月のある場所』で監督・脚本をつとめた。修了後、助監督として黒沢清『ココロ、オドル。』(2004)、青山真治『サッド ヴァケイション』(2007) など多数の作品に参加。また塩田明彦作品のメイキング製作、NHK番組のディレクターなども務める。
2011年、初長編監督作品『ひとつの歌』が第24回東京国際映画祭日本映画・ある視点部門に出品され、2012年に劇場デビュー。
第2作『ひかりの歌』が2017年の東京国際映画祭、2018年の全州国際映画祭に出品され、2019年に劇場公開。各主要紙や映画誌「キネマ旬報」において高評価を得たことなどで口コミも広まり、全国各地での劇場公開を果たす。
短編小説「河の恋人」「ひとつの歌」を文芸誌『すばる』誌上で発表、歌人の枡野浩一による第４歌集『歌 ロングロングショートソングロング』（雷鳥社）に写真家として参加するなど、幅広く活動をつづける。
2021年、歌人の東直子による短歌を原作とした長編第3作『春原さんのうた』がマルセイユ国際映画祭（FID）にてグランプリ、俳優賞、観客賞の三冠を獲得。さらにマンハイム・ハイデルベルク国際映画祭にで特別賞を受賞したほか、同年秋にはニューヨーク映画祭にて世界の新進監督シリーズの１本に選出されている。
2023年には長篇第4作となる『彼方のうた』を発表し、第80回ヴェネツィア国際映画祭ヴェニス・デイズ部門などへの正式出品を果たした。

## 監督作品

### 長編映画
- ひとつの歌（2011年）
- ひかりの歌（2019年）
- 春原さんのうた（2021年）
- 彼方のうた（2024年）

### 短編映画
- 月のある場所（2002年）
- 時は廻りて（2002年）
- ふたりのカナリア（2005年）
- 河の恋人（2006年）
- 5つの出会い（2009年）
- カモメ（2009年）
- くじけないで手紙を書いた（2011年）
- 洪水（2012年）